# Béla Lukács (politiker)

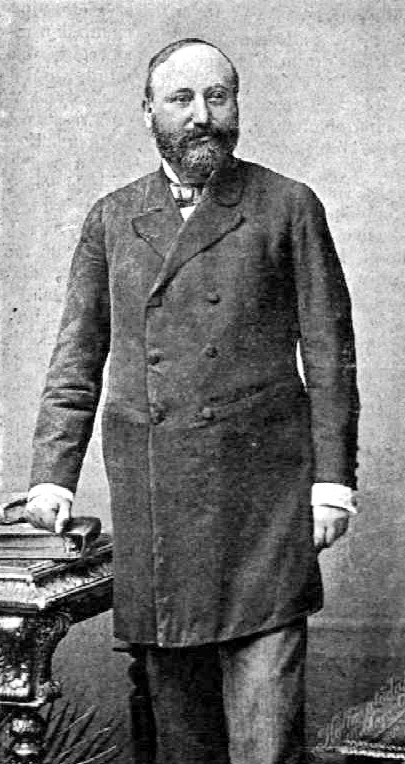
Béla Lukács, 1892.

Béla Lukács,  född 27 april 1847 i Zalatna, död 7 januari 1901 i Budapest, var en ungersk politiker. Han var bror till László Lukács. 
Lukács invaldes 1872 i ungerska riksdagen, blev 1886 generaldirektör för ungerska statsjärnvägarna och 1890 understatssekreterare i handelsministeriet samt var 1892–95 handelsminister i Sándor Wekerles ministär. Han författade flera nationalekonomiska arbeten på ungerska, bland annat redogörelser för Storbritanniens, Frankrikes och Rumäniens statsfinanser och skatteväsen.